# Ann Preston
Ann Preston, född 1813, död 1872, var en amerikansk läkare.
Hon tog examen som en av åtta kvinnor från Woman's Medical College of Pennsylvania 1851. Hon var dekanus vid Woman's Medical College of Pennsylvania 1866–1872 och blev som sådan den första kvinnliga dekanus i USA. Tack vare hennes kampanj fick kvinnliga medicinska studenter i Boston 1869 tillstånd att studera vid Philadelphia's Blockley Hospital, vilket då var mycket kontroversiellt och en milstolpe för kvinnliga studenter i medicin i USA. 